# アフメド・アハハウイ
アフメド・アハハウイ（Achmed Ahahaoui, 1983年12月6日 - ）は、オランダ・アムステルダム出身のサッカー選手。ASVデ・デイク所属。ポジションはFW。
縦へのドリブルと中へ切れ込んでのシュートなど多彩な攻撃でVVVを引っ張っている。
キックの精度も高くCKを蹴ることもある。

## 経歴
モロッコ人の両親の下アムステルダムに生まれる。HFCハールレムやゴー・アヘッド・イーグルスでのプレーを経て、2009年にVVVフェンローへ移籍。2011年3月、シーズン終了後にVVVを退団し国外へ移籍することを希望したが、最終的にFCフォレンダムと契約した。
2015-16シーズンにはフーフトクラッセのVVデ・メールンでプレー。翌シーズンよりデルデ・ディヴィジのVVデ・デイクに加入した。